# Suomen Kuvalehti
Suomen Kuvalehti est un magazine finlandais paraissant le vendredi et publié par Otavamedia Oy. Sa diffusion est d'environ 100 000 exemplaires, son rédacteur en chef est Ville Pernaa. Suomen Kuvalehti a pour objectif de diffuser des articles détaillés sur des questions d'actualité.
C'est l'un des hebdomadaire majeurs de Finlande avec près de 400 000 lecteurs. Ses thèmes principaux sont l'international, la politique et la culture.

## Histoire
Suomen Kuvalehti est fondé en 1873 et est diffusé jusqu'en 1880, après une interruption sa diffusion reprend en 1894 
et à nouveau en 1916. Il fusionne avec Kansan Kuvalehti en 1934. Le premier éditeur en chef fut en 1916 Matti Kivekäs.

## Rédacteurs en chef
- Matti Kivekäs 1916-1918
- L. M. Viherjuuri 1918–1936
- Ilmari Turja 1936–1951
- Ensio Rislakki 1952-1960
- Leo Tujunen 1961-1974
- Jouko Tyyri 1974
- Mikko Pohtola 1974-1986
- Pekka Hyvärinen 1987-1992
- Martti Backman 1993–1996
- Tapani Ruokanen 1996–2014
- Ville Pernaa 2014–